# Leonard Dahm
Oskar Elis Leonard Dahm  (uttalas [damm]), född 11 oktober 1812 i Arby socken, Kalmar län, död 18 december 1883 i Kalmar, var en svensk skolrektor, läroboksförfattar,  riksdagsman och donator. Han skrev sig alltid O.E.L. Dahm
Han var son till kyrkoherden i Arby Mattias Dahm och Elisabeth Helena Dahlerus. Dahm blev 1829 student vid Uppsala universitet, 1835 filosofie kandidat och promoverades 1836 till magister. Sistnämnda år blev han lärare vid apologistskolan i Kalmar och 1847 rektor där. Under de strider som på 1840-talet utkämpades om elementarläroverkens organisation, stod Dahm på deras sida som yrkade på studentexamens förläggande till läroverken, gymnasiernas borttagande, ämnesläsnings införande samt fri flyttning och en omfattande tillämpning av Geijers mening att de döda språken böra "maka åt sig". Åren 1849-51, då gymnasiet och skolan förenades till ett läroverk, organiserade Dahm i Kalmar detta enligt grundsatsen om fri läsning och flyttning och var rektor där från februari 1851 till februari 1852, varefter en återgång till klassläsningssystemet började.
Dahm tog avsked 1877. I egenskap av representant för Kalmar bevistade han som ledamot av borgarståndet - den förste skolman som haft säte i detta stånd -  riksdagarna 1859–60 samt 1862–63, då han som medlem av konstitutionsutskottet röstade för det av regeringen framlagda förslaget till ny riksdagsordning. Som ombud för staden Kalmar var han 1867–72 ledamot av andra kammaren, och 1873–83 hade han, vald av Kalmar läns södra landsting, plats i första kammaren samt var därunder medlem av 1873 års särskilda utskott för behandling av skolfrågor. Han uttalade där den åsikten att realskolan var framtidens skola, men att den inte kunde få den plats denna tillkommer, och följaktligen elementarskolan aldrig få lugn, förrän latinet och grekiskan upphörde att vara tvångsämnen i akademiska examina.
Dahm var en framstående författare på undervisningsväsendets område; hans läroböcker i geografi behärskade läroverken mer än en människoålder.
Han var gift med Laurentia (Laura) Lundberg (1828–1911). Äktenskapet var barnlöst.
I Kalmar bodde makarna i sitt stenhus från 1600-talet vid Lilla Torget, inköpt 1847, som fortfarande kallas Dahmska huset., där en porträttmedaljong på fasaden  erinrar om hans gärning. Från 1849 bodde de sommartid på den då inköpta idylliska  lilla herrgården Stensberg strax utanför Kalmars stadsbebyggelse (idag invid regionssjukhuset, som byggdes på dess friköpta ägor). Dahm bedrev på Stensberg bl.a. en omfattande trädgårdsodling och fick flera priser som pomolog. Likså var en en framstående biodlare och utgav flera skrifter i detta ämne. Genom makarnas testamente tillföll all deras kvarlåtenskap Kalmar stad och bl.a. bildades efter deras föreskrifter  "Dahmska stiftelsen å Stensberg för kvinnliga pauvres honteux med hemortsrätt i Kalmar."  Det föreskrevs att Stensbergs stora trädgård för framtiden särskilt skullel vårdas, vilken till skillnad från övrig mark "icke får försäljas" .Testamentet med donationen av gården med tillhörande omfattande jordbruksmark är en av de största Kalmar stad mottagit. Verksamheten övertogs 1980 av landstinget. Dahmska vägen i södra Kalmar är namngiven efter O.E.L.  Dahm.